# Unec
Unec je gručasto naselje z okoli 600 prebivalci ob vznožju hriba Orljek (563 m), na severozahodnem robu Rakovške uvale, ob cesti Planina–Rakek, od katere se tu odcepi nekdaj pomembna cesta proti Postojni. Spada pod občino Cerknica.
K naselju spada zaselek »Hribce«. V bližini je 100 m globoka Unška koliševka. V okolici koliševke so italijanski obmejni vojaški bunkerji iz časa med obema vojnama. Podzemni hodniki, ki jih povezujejo, imajo vhode tudi v koliševki.
V kraju je bilo odkrito rimsko grobišče z zelo razkošnimi grobnimi pridatki, med katerimi izstopajo servisi bronastega posodja.
Na hribu Stari grad južno od Unca so vidne razvaline gradu, ki je bil predhodnik sedanjega gradu Haasberg na Planinskem polju.
Na fasadi upravne stavbe Kovinoplastike Lož (na nekdanji mitnici) je pritrjena spominska plošča, ki sporoča, da je tu živel in leta 1934 umrl slovenski general in pesnik Rudolf Maister.

## Prebivalstvo
Etnična sestava 1991:
- Slovenci: 448 (97 %)
- Srbi: 7 (1,5 %)
- Hrvati: 1
- Neznano: 6 (1,3 %)

## Sakralna dediščina
Župnijska cerkev svetega Martina je bila prvič omenjena leta 1526. Nad vhodnimi vrati je vklesana letnica 1615. Na tem mestu naj bi stala lesena cerkev že okoli leta 1100, prvo zidano stavbo naj bi zgradili sto let pozneje, v 14. stoletju pa je bila postavljena nekoliko večja gotska cerkev, katere arhitekturni elementi so delno vidni na zunanjščini. V cerkvi je ohranjen kamnit kropilnik iz leta 1719, križev pot T. Wissiaka iz leta 1856 in slike S. Kregarja iz 20. stoletja.
Pred cerkvijo stoji mogočna lipa, stara okoli 370 let, njen obseg je  650 cm, a so ji mogočno krošnjo odrezali ker je ogrožala varnost bližnjih hiš.